# Zenillia infuscata
Zenillia infuscata là một loài ruồi trong họ Tachinidae.